# Любшанське городище
Любшанське городище — ранньосередньовічне городище, розташоване за 2 км від Старої Ладоги на іншому березі річки Волхов.
Перші розвідувальні розкопки провели на городищі, відомому з матеріалів Д. Я. Самоквасова та З. Ходаковського, на рубежі 1960-1970-х років археологи С. М. Орлов, Г. С. Лебедєв та В. П. Петренко.

Розкопки відновила в 1997 петербурзька експедиція археолога Є. О. Рябініна
.
На рубежі VI—VII століть з'являється та функціонує дерево-земляне укріплення фінно-угорських племен.
Укріплення було дерев'яним острогом, укріпленим тином на валу.
Культурний шар, що відповідає цьому укріпленню, з великою кількістю риб'ячих кісток
,
ліпною керамікою, кістяними знаряддями, і осередками типовими для поселень ранньої залізної доби, вивчених в районі Ладоги
.
Знахідки неволинських пасків та деякі інші випадкові знахідки свідчать про те, що поселення було включено до системи контактів між Прикам'ям, Південним Приладожжям, Фінляндією та Середньою Швецією.
Виявлення цього раннього поселення додатково свідчить на користь того, що контакти зі скандинавами було розпочато фінно-угорським населенням — перм'ю, всею, чуддю та сумою, а слов'яни включилися до них пізніше.
Наприкінці VII — першій половині VIII століття городище гине у вогні пожежі.
Зведення тут в останній чверті VII — першій половині VIII століття

унікальної для Східної та Північної Європи кам'яно-земляної фортеці пов'язують із появою південнобалтійського слов'янського населення.
На зв'язок із західними слов'янами вказує техніка будівництва
,
витоки фортифікаційних традицій якої сягають слов'ян Центральної Європи

Рябинін відносив розбудову фортеці на кам'яній основі до часу близько 700 року.

Збереглося мисове городище приблизно 45×45 м, оточене дугоподібним валом близько 70 метрів у довжину і шириною біля основи до 18 м.
Як показали розкопки, в давнину воно було укріплено найдавнішою на Північному Заході Русі фортифікацією із застосуванням кам'яної панцирної кладки, матеріалом для якої служив плитняк.
Кладка збереглася на висоту до 2,2 м, збереглися також залишки додаткових підпірних стін і дерев'яних укріплень по верху валу
.